# Throwback Throwdown
Throwback Throwdown est un événement de catch (lutte professionnelle) produite par la promotion américaine, Impact ! Wrestling. 

## Historique des Throwback Throwdown
| # | Événement              | Date             | Ville                        | Lieu            | Main Event                                                          |
| - | ---------------------- | ---------------- | ---------------------------- | --------------- | ------------------------------------------------------------------- |
| 1 | Throwback Throwdown I  | 26 novembre 2019 | Mississauga, Ontario, Canada | Don Kolov Arena | Downtown Daddy Brown (Willie Mack) vs. Julian Cumerbun (Ethan Page) |
| 2 | Throwback Throwdown II | 18 décembre 2021 | Louisville, Kentucky         | Davis Arena     |                                                                     |